# Hradiště (Postoloprty)
Hradiště (německy Hraidisch je malá vesnice, část města Postoloprty v okrese Louny. Nachází se asi pět kilometrů jihozápadně od Postoloprt. V roce 2011 zde trvale žilo čtyřicet obyvatel.
Hradiště leží v katastrálním území Hradiště nad Ohří o rozloze 1,37 km².

## Název
Výraz hradišče znamenal ve staročeštině místo, kde stával hrad, případně místo ke stavbě hradu vhodné. Nejednalo se ale o kamenný hrad, nýbrž opevnění obehnané příkopem a hliněným valem s kamennou čelní plentou, jak se v Čechách vyskytovalo do konce 12. století. V katastrálním území vesnice ale žádné stopy po hradišti nalezeny nebyly. V historických pramenech se jméno objevuje ve tvarech: de Hradische (1238), Hradiscz (1369), in Hradyst (1386), pod Hradissczem (1434), ves Hradisstie (1573), Hradisstie (1631) a Hraidisch (1672).

## Pravěk
Ve sbírkách teplického muzea se nachází železný meč, který byl na katastru obce objeven v roce 1905. Dlouhý je necelých 50 centimetrů. Údajně pochází z některé dílny v Římě a do Čech se dostal v době Marobudovy říše na přelomu starého a nového letopočtu. Šlo o první nález svého druhu mimo území římské říše. Laténská kultura je zastoupena nálezem zahloubeného domu, který se podařilo v roce 1937 objevit řediteli německého žateckého muzea Maxi Wirdingerovi. Na jeho podlaze byla odkryta pražnice, kuchyňské zařízení, na němž si keltští obyvatelé domu připravovali pokrmy. Kromě toho se v kulturní vrstvě domu nalezly zlomky tkalcovských závaží, říční mušle, jelení lebka s odřezaným parožím a kly mladých prasat.

## Historie
Za první písemnou zmínku o Hradišti se zpravidla považuje přídomek „de Hradische“ za jménem šlechtice Zdaty (v originálu Sdata), vystupujícího jako jeden ze svědků na listině Václava I. ze srpna 1238. Hradišť bylo už v té době v Čechách mnoho. Vychází se ale z faktu, že se listina týká hned několika vesnic v okolí Postoloprt a na listině svědčí i Mikuláš z Března, což je nedaleká ves. Nicméně po Zdatovi se už v budoucnu nikdo podle Hradiště u Postoloprt nepsal.
Neznámo kdy se stal majitelem části Hradiště Albrecht starší z Kolowrat. Vyplývá to z faktu, že v roce 1380 měl ke zdejšímu kostelu svatých Šimona a Judy patronátní právo, když zde toho roku instaloval faráře Mikuláše z Přimdy. August Sedláček uvádí, že ke zdejšímu kostelu měl tento velmož patronát ještě roku 1392. Opírá se přitom o zápis v konfirmační knize. V něm se uvádí, že 21. února 1392 souhlasila arcibiskupská konzistoř s velmožovou žádostí a na místo zesnulého faráře Mikuláše řečeného Suild (což mohl být onen Mikuláš z Přimdy) ustanovuje hradišťským plebánem Rudolfa Purše rodem z Hořan. Problémem je, že Albrecht byl v té době už více než půl roku po smrti. Zemřel 5. července 1391 a pohřbený byl v kryptě klášterního kostela v Dolním Ročově, který založil. Jediným vysvětlením může být, že k zápisu do konfirmační knihy došlo se zpožděním.

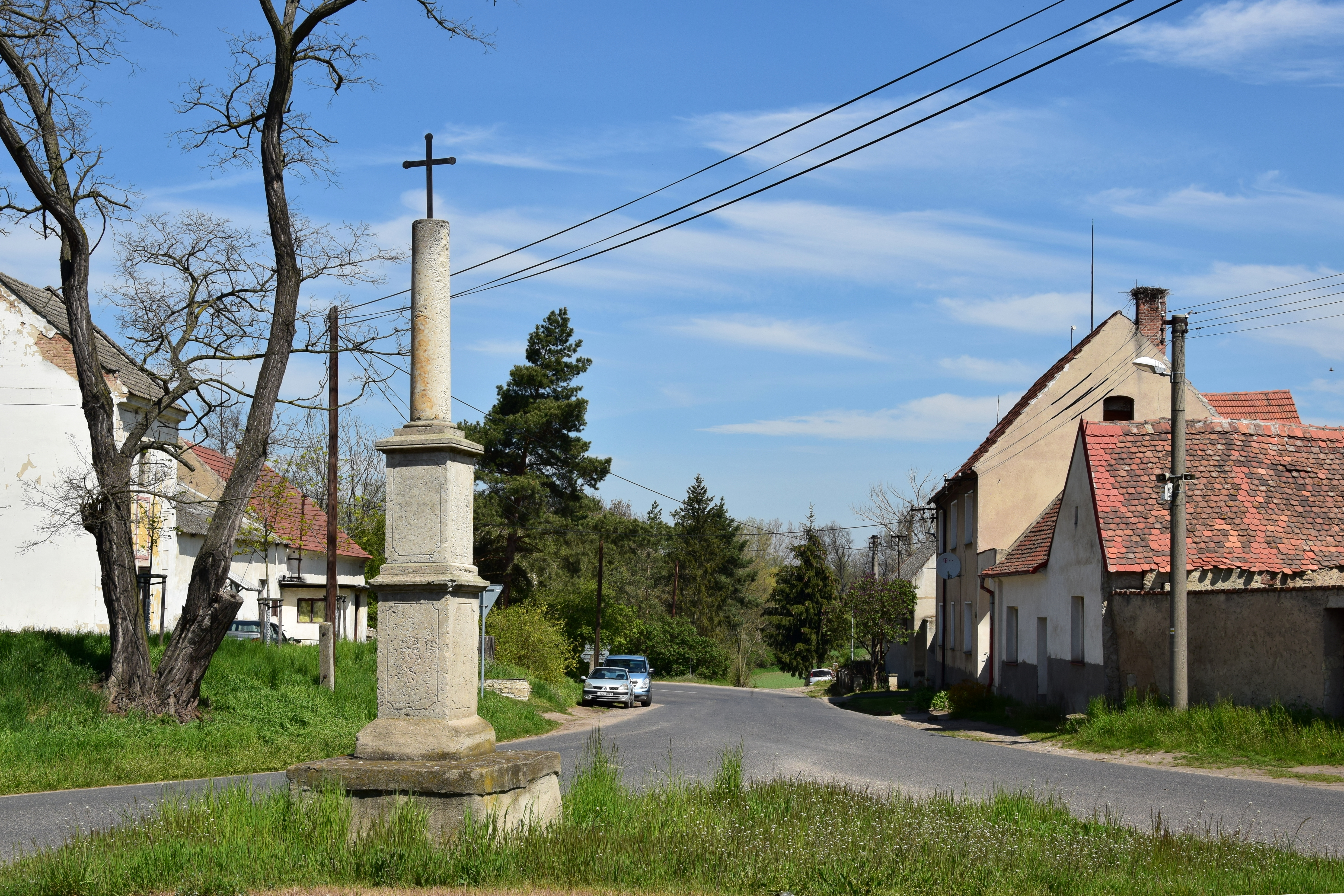
Sloup na návsi z roku 1715

Hradiště ale nevlastnili jen Kolovratové. V pozdějších letech se při instalaci nových farářů zároveň s nimi vyskytují i další šlechtici. Zřejmě v sousedství kostela stávala tvrz, po které se v terénu nedochovaly žádné stopy. Prvně se uvádí v roce 1413, kdy ji od Viléma z Luk získal Mikuláš z Okoře. V následujícím roce ke kostelu společně podávali nového faráře. Už ale v roce 1408 vlastnil část vsi žatecký měšťan Martin Pitrkauf spolu s Janem ze Chříče. Feudální majetková roztříštěnost pokračovala po celé 15. století a nedostatek pramenů neumožňuje se v ní přesně orientovat. Bořivoj Lůžek, autor příslušného hesla v kompendiu o severočeských hradech, zámcích a tvrzích, uvádí, že roku 1453 zemřela Magdaléna Černobýlová a vesnici získal Zbyněk Zajíc z Hazmburka. Podle Augusta Sedláčka ale ve stejném roce většina vesnice patřila Benešovi z Kolovrat. Poslední zmínka o tvrzi pochází z roku 1488, později se už v písemných pramenech nevyskytuje. V roce 1511 byla vesnice součástí novohradského panství, patřícího Kolovratům. V roce 1573 zakoupil novohradské panství Jan V. Popel z Lobovic. Ten Hradiště z dominia vydělil a prodal je Václavu Fraňkovi Strážskému z Liběchova, který je už roku 1580 prodal za 11 500 kop míšeňských grošů Bohuslavu Felixovi Hasištejnskému z Lobkovic. Smlouva je pro historii vesnice významná, protože vyjmenovává příslušenství ke statku: poddanské platy, vodoteče, mlýn, louky, dva ovocné sady a hned tři rybníky, lokalizované do prostoru mezi Strkovicemi a Hradištěm. K Hradišti také patřil v určité délce tok Ohře.

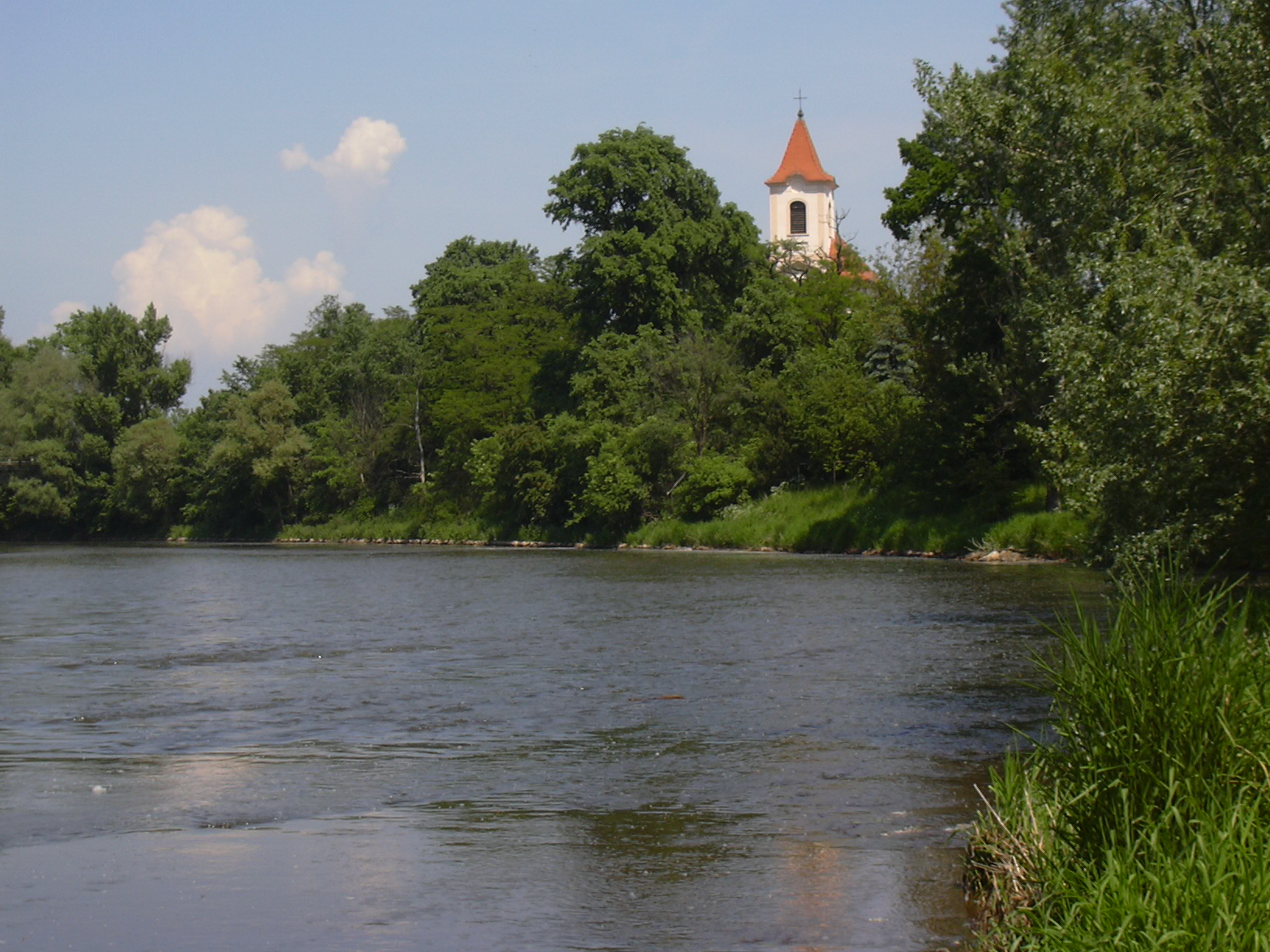
Ohře pod Hradištěm

Vesnice se tak stala součástí rozsáhlého lobkovického panství Líčkov. Jenže v roce 1594 byl tehdejší majitel Líčkova, Jiří Popel z Lobkovic, za pikle proti Rudolfovi II. odsouzen ke ztrátě všeho majetku a panství bylo – i na jednotlivé díly – na prodej. Hned v roce 1594 si Hradiště – a spolu s nimi Selibice a Zálužice – zakoupil Karel Hruška z Března, který sídlil na tvrzi v Bitozevsi. Součástí kupní smlouvy byla výsadní krčma v Hradišti. Termín výsadní znamenal, že krčmář směl čepovat jen to pivo, které mu dodávala vrchnost. Kromě toho je pozoruhodný údaj o louce „za vodou při lesích ležící“. Spolu se zprávami o třech rybnících je to doklad o proměnách krajiny. Nejen rybníky, ale ani lesy už za Ohří směrem k Dolejším Hůrkám nejsou. Součástí bitozeveského panství bylo Hradiště až do zrušení patrimoniální správy v polovině 19. století.
V roce 1623 se Hradiště stalo předmětem konfiskace, když jeho tehdejší vlastník Tobiáš Hruška z Března za účast ve stavovském povstání přišel o všechen nemovitý majetek. V držení Bitozevse – a tím i Hradiště – se postupně vystřídali Adam z Herbersdorffu, Pavel Michna z Vacínova a jeho potomci a konečně od roku 1671 Jiří Ludvík ze Sinzendorfu. Ten ho definitivně připojil k rozsáhlému postoloprtskému panství.

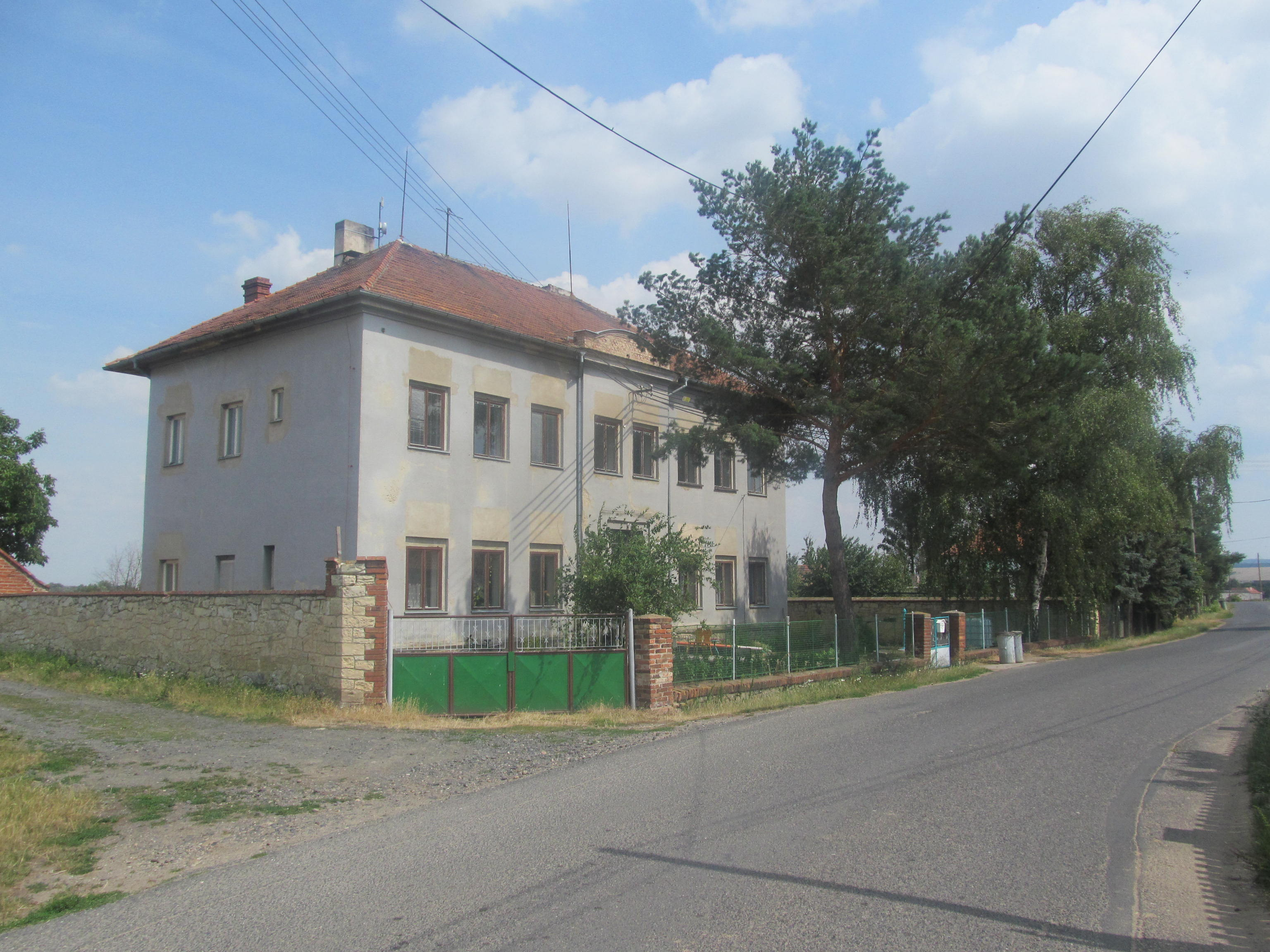
Budova školy z roku 1912

Třicetiletou válku přečkalo Hradiště jako jedna z mála vesnic v regionu bez větší újmy. Podle berní ruly z roku 1654 nebyla žádná z deseti zdejších usedlostí pustá. Každý z poddaných měl chmelnici, hostinský se jmenoval Linhart Grossman. Oproti předbělohorském období došlo ke značné proměně obyvatelstva, když zde z předválečného období zůstali jen Benešovi a Kumpoštovi. Příjmení obyvatel naznačují, že vzrostl počet německých usedlíků. Přibližně o sto let mladší tereziánský katastr opět uvádí deset statků. Ve vsi provozovali řemeslo tesař a švec, rozloha chmelnic se snížila na půl hektaru.
V roce 1817 postavila vrchnost provizorní dřevěný most přes Ohři, který Hradiště spojoval s protilehlými Lišany. Kromě tohoto údaje uvádí Ponfiklova Topografie z roku 1828 také první přesný počet obyvatel vesnice, kterých bylo devadesát. Žádný ze tří rybníků, o nichž mluvily prameny v 16. století, už neexistoval. Za prusko-rakouské války bylo ve vsi ubytovaných třicet pruských husarů, které obyvatelé po devět dní živili. Vojáci do vsi zavlekli choleru, na kterou dva místní zemřeli.

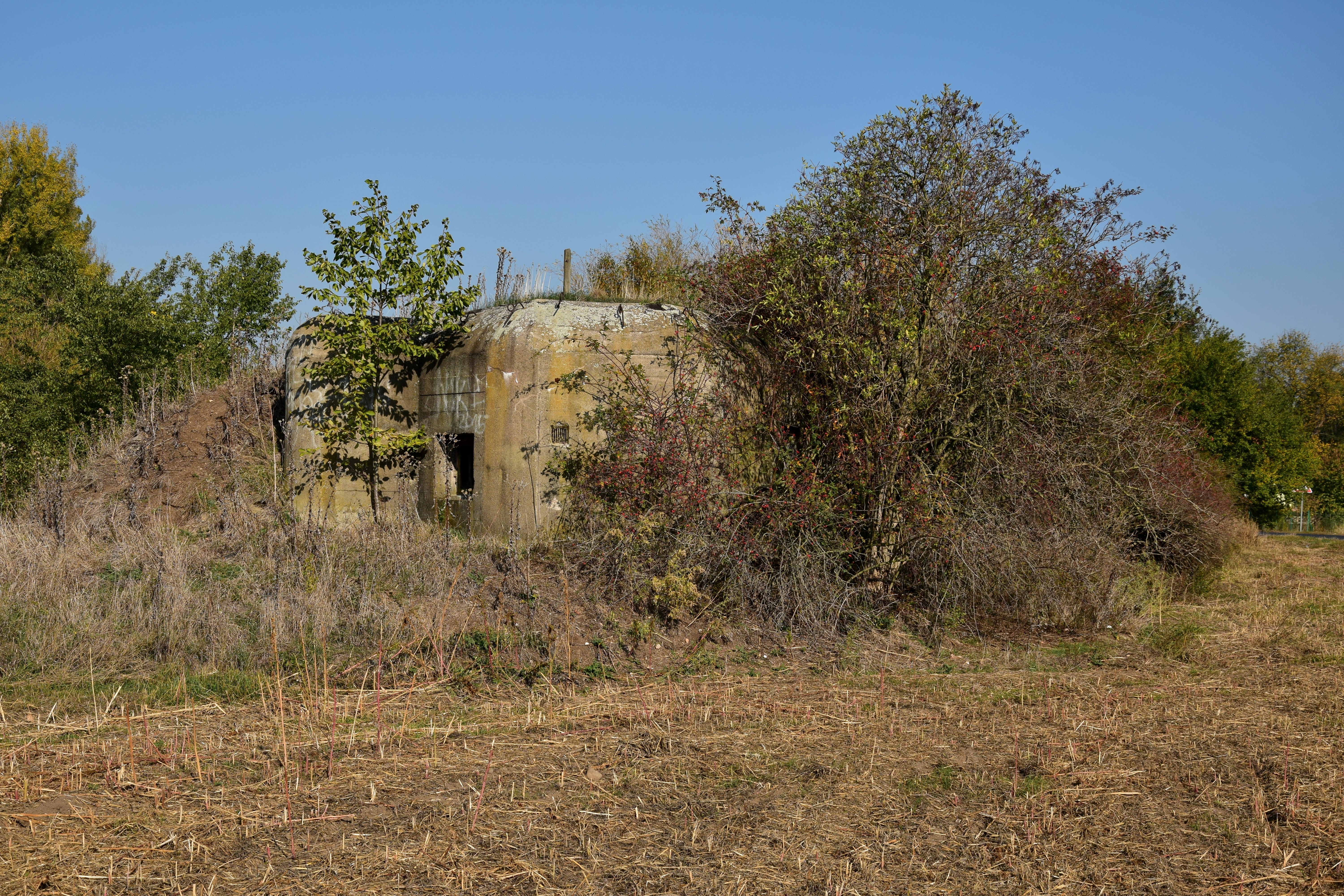
Jeden z řopíků u vesnice

V roce 1843 byl zrušen starý hřbitov obklopující kostel a jižně od vesnice zřízen nový. Na začátku 20. století byl ve vsi hostinec, obchod a z řemesel byli zastoupeni švec a truhlář. Nejstaršími spolky byly zemědělské kasino pro Hradiště a okolí, založené v roce 1888, a spořitelní spolek pro farnost Hradiště a Zálužice z roku 1901.
Dlouhou tradici má v místě škola, což souvisí s tím, že Hradiště bylo sídlem farnosti. Už v roce 1702, dávno před zavedením povinné školní docházky, žádala obec vrchnostenský úřad o příspěvek na adaptaci domku, který bude sloužit jako škola. Nová školní budova byla postavena v roce 1791 na místě dnešního čp. 6. Nejnovější školu, kde se vyučovalo až do poloviny 20. století, dnešní čp. 24, vyprojektoval postoloprtský stavitel Wilhelm Semm. Otevřena byla v roce 1912.
Ve druhé polovině třicátých let 20. století byl v okolí Hradiště na pravém břehu Ohře vybudován pás lehkých opevnění, nazývaných lidově řopíky. Na katastru vesnice se jich nachází šest.

## Obyvatelstvo
Při sčítání lidu v roce 1921 zde žilo 147 obyvatel (z toho 71 mužů), z nichž bylo šestnáct Čechoslováků a 131 Němců. S výjimkou jednoho evangelíka byli římskokatolického vyznání. Podle sčítání lidu z roku 1930 měla vesnice 157 obyvatel: sedmnáct Čechoslováků a 140 Němců. Všichni byli římskými katolíky.
|                                                                                 | 1869 | 1880 | 1890 | 1900 | 1910 | 1921 | 1930 | 1950 | 1961 | 1970 | 1980 | 1991 | 2001 | 2011 |
| ------------------------------------------------------------------------------- | ---- | ---- | ---- | ---- | ---- | ---- | ---- | ---- | ---- | ---- | ---- | ---- | ---- | ---- |
| Obyvatelé                                                                       | 148  | 142  | 141  | 154  | 141  | 147  | 157  | 75   | 68   | 54   | 34   | 21   | 41   | 40   |
| Domy                                                                            | 18   | 18   | 18   | 28   | 27   | 24   | 28   | 25   | .    | 17   | 12   | 11   | 17   | 16   |
| Počet domů z roku 1961 je zahrnut v celkovém počtu domů místní části Strkovice. |      |      |      |      |      |      |      |      |      |      |      |      |      |      |

## Pamětihodnosti
- Na okraji vesnice stojí památkově chráněný kostel svatého Šimona a Judy ze druhé poloviny čtrnáctého století. Dochovaná podoba pochází z barokních úprav v osmnáctém století.[27][28]
- Na návsi před kostelem stojí torzo mariánského sloupu. V roce 1715 ho dal postavit kněz Georgius Voitländer de Goldberg jako poděkování Panně Marii, protože se Hradišti vyhnula morová epidemie z předchozího roku. Odhalen byl 23. dubna. Roku 1888 byl nákladem místní rodiny Scheiterů opraven. Ze sloupu zbyl jen dvoustupňový sokl a dřík sloupu, vlastní socha chybí.[29]